# Prosopocoilus laoticus
Prosopocoilus laoticus là một loài bọ cánh cứng trong họ Lucanidae. Loài này được Kriesche mô tả khoa học năm 1922.